# سيربون
سيربون هي مدينة ساحلية في محافظة جاوة الغربية بإندونيسيا. تقع المدينة على الساحل الشمالي لجزيرة جاوة، والمعروفة باسم الطريق الذي يربط بين ساحل وجاكرتا سيريبون - سمارانغ - سورابايا.
وتعرف سيربون باسم مدينة الروبيان. وتعتبر المقر السابق للسلطنة. اعتاد الناس على استخدام لغتين في سيربون وهم السوندية والجاوية.

## توأمة
لسيربون اتفاقيات توأمة مع:
- فيينتيان

## أعلام
- فيك غونزالفز
- غيريت فولهابر
- أتيت ويجونو

## وصلات خارجية
- (بالإندونيسية) الموقع الرسمي لمدينة سيربون